# Basilica della Madonna dei Martiri
La basilica della Madonna dei Martiri è una chiesa di Molfetta. La costruzione del nucleo primitivo della chiesa (corrispondente, nell'assetto odierno, alla sola area occupata dall'altare maggiore) ebbe inizio nel 1162.
La chiesa attuale, infatti, non coincide con quella originaria perché intorno al 1830 l'edificio sacro subì rilevanti modifiche.
La chiesa, proclamata basilica minore nel 1987, accoglie al suo interno dipinti tra i quali un'immagine della Madonna dei Martiri, trasportata dai Crociati nel 1188, particolarmente cara ai molfettesi, in special modo ai marinai.
Altre opere artistiche conservate nell'edificio religioso sono: la Madonna del Rosario risalente al 1574 e attribuita a Michele Damasceno, la Visitazione della Beata Vergine Maria, la Morte di san Giuseppe, un'Adorazione dei Magi e una statua lignea di Maria santissima dei Martiri eseguita nel 1840.
A destra dell'altare maggiore, in un'angusta cripta cui si accede scendendo alcuni ripidi gradini in pietra, è situata una riproduzione fedele del Santo Sepolcro, realizzata a spese del notaio molfettese Francesco Lepore prima del 1497 (anno in cui risultava essere già deceduto) con 62 pietre, si dice, da lui portate dalla Terra santa.
Accanto alla chiesa è situato un edificio a tre corsie comunemente detto "Ospedale dei Crociati" che è quello che resta dell'antico "Ospedale dedicato a Santa Maria e ai santi martiri", edificato in epoca successiva (al 1162), dove si fermavano i pellegrini (martiri di Cristo) di passaggio a Molfetta durante il viaggio da e per Gerusalemme. Ospedale è qui da intendersi nel senso etimologico di hospitalis (da hospes, hospitis = ospite), luogo di accoglienza e ristoro, per il corpo e per la mente.